# Puebla de la Reina
Puebla de la Reina est une commune d’Espagne, dans la province de Badajoz, communauté autonome d'Estrémadure.